# Рат против кромпирове златице
Рат против кромпирове златице је била кампања покренута у земљама Варшавског пакта током Хладног рата за искорењивање Кромпирове златице (Leptinotarsa decemlineata). То је такође била пропагандна операција која је тврдила да су инсекти унети у Источну Немачку, Народну Републику Пољску и комунистичку Чехословачку од стране Сједињених Америчких Држава као облик ентомолошког рата. Комунистичка пропаганда тог времена тврдила је да се инсект бацао са падобрана и балона, са намером да ослаби становништво ових земаља, изазове глад и олакша економску кризу.

## Буба
Кромпирова златица, позната и као "десетопругасти копљаник", честа је штеточина усева кромпира. Највероватније је пореклом из области између Колорада и северног Мексика, а открио га је 1824. Томас Сеј у Стеновитим планинама. Од средине деветнаестог века, један је од најразорнијих штеточина култивисаног кромпира. Инсект је стигао до Немачке 1870-их, али је успешно искорењен. Међутим, други пут се појавио после Првог светског рата у области Бордоа у Француској, где је вероватно стигао са америчким трупама и опремом. До 1936. стигао је до границе Француске са Немачком и наставио да се шири на исток. Вероватно је пребачен у Чехословачку са немачком окупацијом после Минхенског споразума и у Пољску после нацистичке инвазије 1939. године.
Најчешћи метод борбе против штеточина је употреба пестицида. ДДТ се ефикасно користио све док буба није развила отпорност до 1950-их. Касније су коришћени други инсектициди, али су они на крају наишли на сличан проблем.

## Пре Хладног рата
Док су касније оптужбе из доба Хладног рата биле пропаганда, идеја да се буба користи у сврхе ратовања имала је чињенично порекло. Током Првог светског рата, Французи су заправо правили планове за коришћење кромпирове златице против Немаца, а заузврат, током Другог светског рата, Немачка је радила на развоју сопствене војске инсеката, док је истовремено тврдила да се такав програм спроводи о д стране Сједињених Америчких Држава и Британаца. 

## Током Хладног рата

### Совјетски Савез
Кромпирова златица је прешла границе Совјетског Савеза 1949. године, али су совјетске власти успеле да је брзо искорене, а строга карантинска ограничења успела су да спрече њено ширење, али само до 1958. Након тога, буба се проширила широм СССР-а ., што у великој мери утиче на усеве кромпира на колективним фармама и малим индивидуалним парцелама. Потоњи су били посебно погођени, пошто у СССР-у приватни мали фармери и баштовани нису имали приступ званично дистрибуираним ефикасним пестицидима, тако да су бубе, њихова јаја и ларве често морали да сакупљају ручно - често задатак који је био додељен деци.

### Немачка Демократска Република
После Другог светског рата, скоро половину свих поља кромпира у зони под совјетском окупацијом је до 1950. године заразила буба. У Источној Немачкој 1950-их, инсект је постао познат као "Amikäfer", неологизам за "Amerikanischer Käfer" ("Америчка буба"). Издати су пропагандни плакати на којима је приказана буба како маршира Немачком, са жутим и црним пругама замењеним црвено-белим са белим звездама на плавој позадини на грудном кошу. На другим постерима приказана је буба која је избачена из америчких авиона са натписом „Kampf für den Frieden“ („Битка за мир“). Издато је писмо „људима света“ у коме се наводи да је „... али су и оружје америчких империјалиста у борби против мирољубивих радника и сељака Источне Немачке.“ Објављене су и књиге за децу о буби и организовани "Sondersuchtage" („Дани специјалне претраге“), у којој се очекивало да сви, од мале деце до стараца, изађу и сакупе штеточине за уништење.

### Народна Република Пољска
У Пољској је рат против кромпирове златице почео у другој половини 1940-их. Чланци о куги појавили су се у главним новинама и часописима за сељаке као што је Przysposobienie Rolnicze i Wojskowe („Пољопривредни и војни алманах“). Званични орган владајуће комунистичке Пољске уједињене радничке партије Trybuna Ludu („Народна трибина“) известио је да је буба, након што су је амерички авиони испустили на Балтичко море, изашла на копно и почела да спроводи „саботаже и диверзионе акције усмерене на социјалистичку Пољска". Као резултат тога, комунистичка власт је објавила „немилосрдни рат против бубе“.Naczelny Nadzwyczajny Komisarz („Генерални специјални комесар“) је одређен да надгледа напад на бубе, земља је подељена на стратешке секторе и састављене су борбене карте на којима су приказани непријатељски положаји. Истовремено, фармерима су издата упутства која описују једноставне и ефикасне начине искорењивања штеточина уколико пестициди нису били доступни; на пример утапање примерака у води са малом додатком керозина. Чак су се и пољски социјалистички песници укључили у борбу, што је пример песме Alarm Марије Ковнацке, која налаже пољопривредницима да „заштите кромпир!!!“ и поручује или буби или империјалистима да „нећемо дозволити да нас гладују!!!“ (узвичници у оригиналу).
Пољски филм из 1950. године „Walka z stonką“ („Борба против бубе“) тврди да је „прогресивно мишљење света с правом осудило злочине америчких пилота који су бацили огромне количине кромпирове златице на поља Немачке Демократске Републике.. одакле је буба упала на пољску територију“. Новински извештај је даље описао кампању коју је покренуло пољско Министарство пољопривреде за искорењивање штеточина употребом ДДТ-а, будност на пољској обали Балтика, ангажовање пољског ваздухопловства, и општа мобилизација друштва, посебно младих. Дневник је закључио да ће "америчка штеточина бити неуспешна и у Пољској и у Немачкој. Провокација ратних хушкача ће се срушити и изгорети. Сви у рат против бубе!"
У књизи из 1951. коју је објавило Министарство одбране Пољске, Зофија Ковалска је написала да су амерички авиони бацали бубе, „кршећи суверени ваздушни простор“, у ноћи 24. маја у Источној Немачкој, Цвикауер у Саксонији.
У Пољској је пропагандна кампања повезана са бубом окончана почетком 1960-их.

### Западни одговор
Као одговор на оптужбе које су изнеле владе земаља совјетског блока, САД су млако демантовале. У августу 1950. године, на предлог ЦИА-е, западнонемачке власти су одштампале реплике кромпирове златице величине разгледнице и утиснуле на њих политички слоган и слово „F“ за „Freiheit“ („Слобода“). Један број њих је послат свим општинским властима у Источној Немачкој, а остатак је испуштен из балона изнад територије Источне Немачке као шала.

## Модерна доба
У Европској унији, буба остаје регулисана (карантинска) штеточина за Републику Ирску, Балеарска острва, Кипар, Малту и јужне делове Шведске и Финске, заједно са земљама које нису чланице ЕУ, Уједињеним Краљевством и Норвешком. Није ендемска ни у једној од ових земаља, иако се повремено дешавају заразе, као у Финској у лето 2011. године, када су из Русије дували јаки ветрови.